# Lavau (Aube)
Pour les articles homonymes, voir Lavau.
Lavau est une commune française, située dans le département de l'Aube en région Grand Est. Sur son territoire est implanté depuis décembre 2023 le centre pénitentiaire de Troyes-Lavau.

## Géographie

### Localisation
| Sainte-Maure          |        | Vailly             |
|                       | Lavau  | Creney-près-Troyes |
| La Chapelle-Saint-Luc | Troyes | Pont-Sainte-Marie  |

La commune de Lavau est située sur la rive droite de la Seine. Le cours principal du fleuve borde le sud-ouest du territoire communal et s'écoule selon un axe sud-est/nord-ouest. Deux bras secondaires de la Seine arrosent aussi la commune : 
- L'Écorce, s'écoulant lui aussi selon un axe sud-est/nord-ouest, qui rejoint le cours principal de la Seine au sud-ouest de la commune ;
- Le Melda, qui, toujours sur le territoire communal et quelques centaines de mètres avant le confluent de la Seine et de l'Écorce, diverge de cette dernière et sur quelques centaines de mètres a un cours méandreux prenant un axe globalement sud-ouest/nord-est, puis bifurque à angle droit à gauche, et le cours devenant plus rectiligne, suit un axe sud-est/nord-ouest parallèle à la Seine qu'elle rejoint plusieurs kilomètres après sa traversée de Lavau.

La commune de Lavau est bordée au sud par celle de Pont-Sainte-Marie et au sud-ouest par La Chapelle-Saint-Luc, elles aussi membres de Troyes Champagne Métropole, communauté d'agglomération qui regroupe la ville-préfecture de l'Aube et la plupart des communes de sa banlieue. Lavau, en raison de sa proximité avec Troyes est fortement concernée par la périurbanisation. La rocade est de l'agglomération troyenne (D 610) scinde en deux le territoire communal selon un axe est/ouest, et c'est particulièrement au sud de cette voie que la commune se lotit, en prolongement vers le nord de la zone commerciale à fort rayonnement de Pont-Sainte-Marie (où se situe notamment le village de marques Mc Arthur Glen).

### Hydrographie
La commune est dans la région hydrographique « la Seine de sa source au confluent de l'Oise (exclu) » au sein du bassin Seine-Normandie. Elle est drainée par la Seine, la Barse, le Melda, le canal du Labourat et divers autres petits cours d'eau,.
La Seine, un fleuve long de 775 km, coule dans le Bassin parisien et notamment dans le département de l’Aube en le traversant du sud-est au nord-ouest. Elle longe la commune sur son flanc sud-ouest.
La Barse, d'une longueur de 50 km, prend sa source dans la commune de Puits-et-Nuisement et se jette  dans la Seine à La Chapelle-Saint-Luc, après avoir traversé 17 communes.

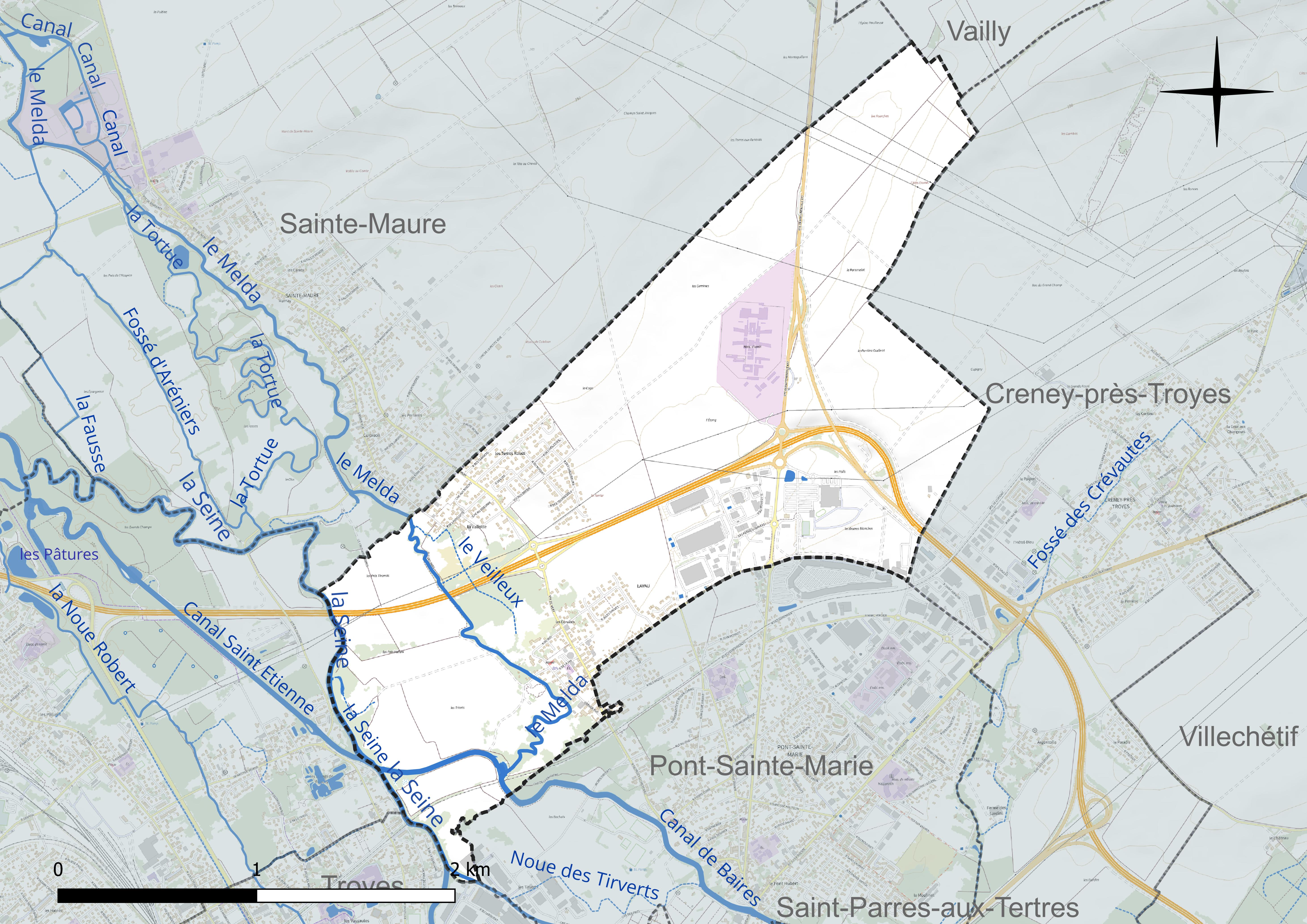
Réseau hydrographique de Lavau.

Le Melda, d'une longueur de 24 km, prend sa source dans la commune  et se jette  dans la Seine à Savières, après avoir traversé huit communes.

### Climat
Pour des articles plus généraux, voir Climat du Grand Est et Climat de l'Aube.
En 2010, le climat de la commune est de type climat océanique dégradé des plaines du Centre et du Nord, selon une étude du Centre national de la recherche scientifique s'appuyant sur une série de données couvrant la période 1971-2000. En 2020, Météo-France publie une typologie des climats de la France métropolitaine dans laquelle la commune est exposée à un climat océanique altéré et est dans la région climatique Nord-est du bassin Parisien, caractérisée par un ensoleillement médiocre, une pluviométrie moyenne régulièrement répartie au cours de l’année et un hiver froid (3 °C).
Pour la période 1971-2000, la température annuelle moyenne est de 10,6 °C, avec une amplitude thermique annuelle de 15,8 °C. Le cumul annuel moyen de précipitations est de 693 mm, avec 11,4 jours de précipitations en janvier et 8 jours en juillet. Pour la période 1991-2020, la température moyenne annuelle observée sur la station météorologique de Météo-France la plus proche, « Troyes-Barberey », sur la commune de Barberey-Saint-Sulpice à 4 km à vol d'oiseau, est de 11,3 °C et le cumul annuel moyen de précipitations est de 644,6 mm. 
La température maximale relevée sur cette station est de 41,8 °C, atteinte le 25 juillet 2019 ; la température minimale est de −23 °C, atteinte le 17 janvier 1985,,.
Les paramètres climatiques de la commune ont été estimés pour le milieu du siècle (2041-2070) selon différents scénarios d'émission de gaz à effet de serre à partir des nouvelles projections climatiques de référence DRIAS-2020. Ils sont consultables sur un site dédié publié par Météo-France en novembre 2022.

## Urbanisme

### Typologie
Au 1er janvier 2024, Lavau est catégorisée ceinture urbaine, selon la nouvelle grille communale de densité à 7 niveaux définie par l'Insee en 2022.
Elle appartient à l'unité urbaine de Troyes, une agglomération intra-départementale dont elle est une commune de la banlieue,. Par ailleurs la commune fait partie de l'aire d'attraction de Troyes, dont elle est une commune de la couronne,. Cette aire, qui regroupe 209 communes, est catégorisée dans les aires de 200 000 à moins de 700 000 habitants,.

### Occupation des sols
L'occupation des sols de la commune, telle qu'elle ressort de la base de données européenne d’occupation biophysique des sols Corine Land Cover (CLC), est marquée par l'importance des territoires agricoles (68,8 % en 2018), en diminution par rapport à 1990 (82,9 %). La répartition détaillée en 2018 est la suivante : 
terres arables (58,7 %), zones industrielles ou commerciales et réseaux de communication (15,5 %), zones agricoles hétérogènes (10,1 %), zones urbanisées (9,6 %), forêts (6,1 %). L'évolution de l’occupation des sols de la commune et de ses infrastructures peut être observée sur les différentes représentations cartographiques du territoire : la carte de Cassini (XVIIIe siècle), la carte d'état-major (1820-1866) et les cartes ou photos aériennes de l'IGN pour la période actuelle (1950 à aujourd'hui).

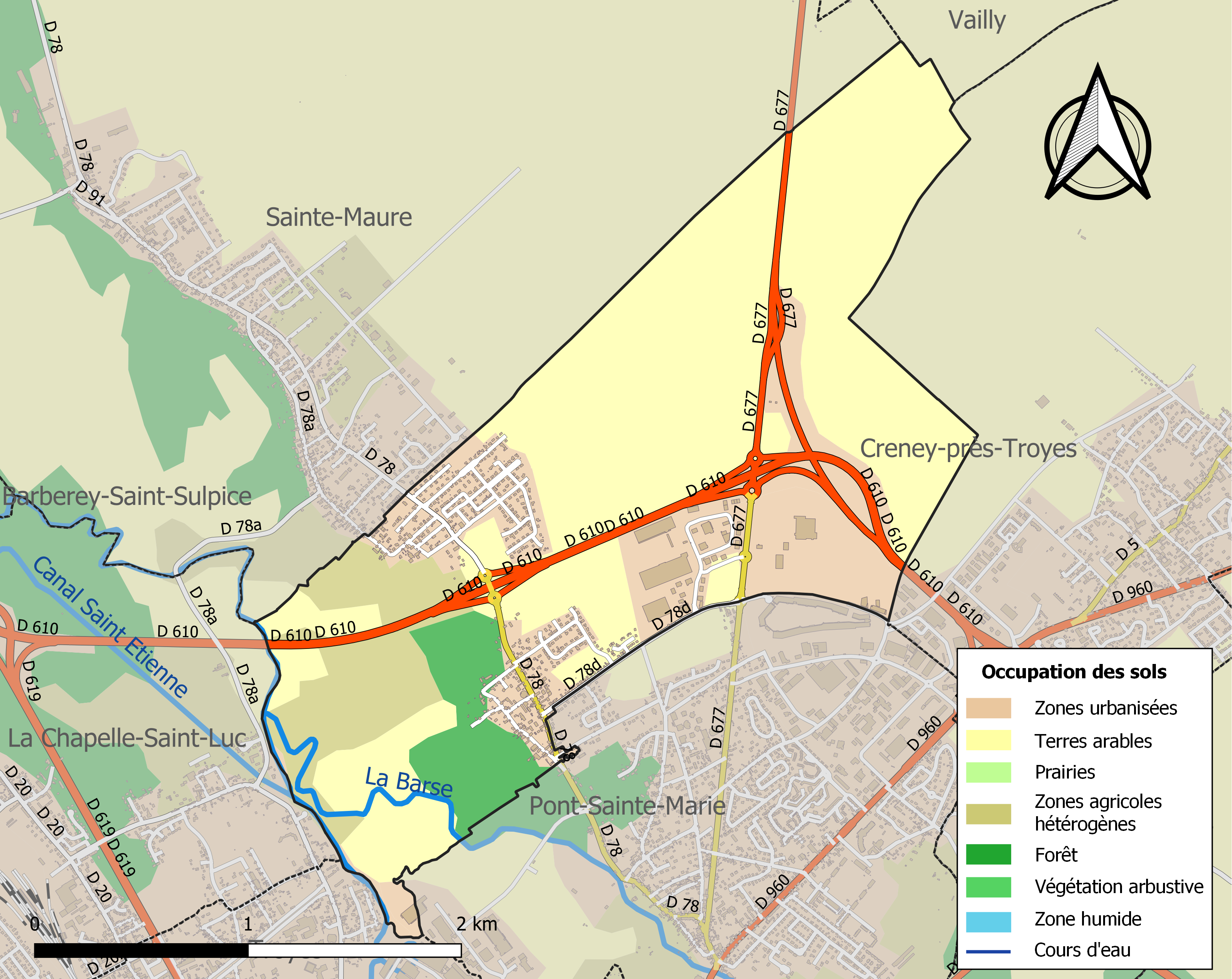
Carte des infrastructures et de l'occupation des sols de la commune en 2018 (CLC).

## Toponymie
Vau est une forme ancienne pour val, au féminin comme le latin vallis, « vallée, vallon ».

## Histoire

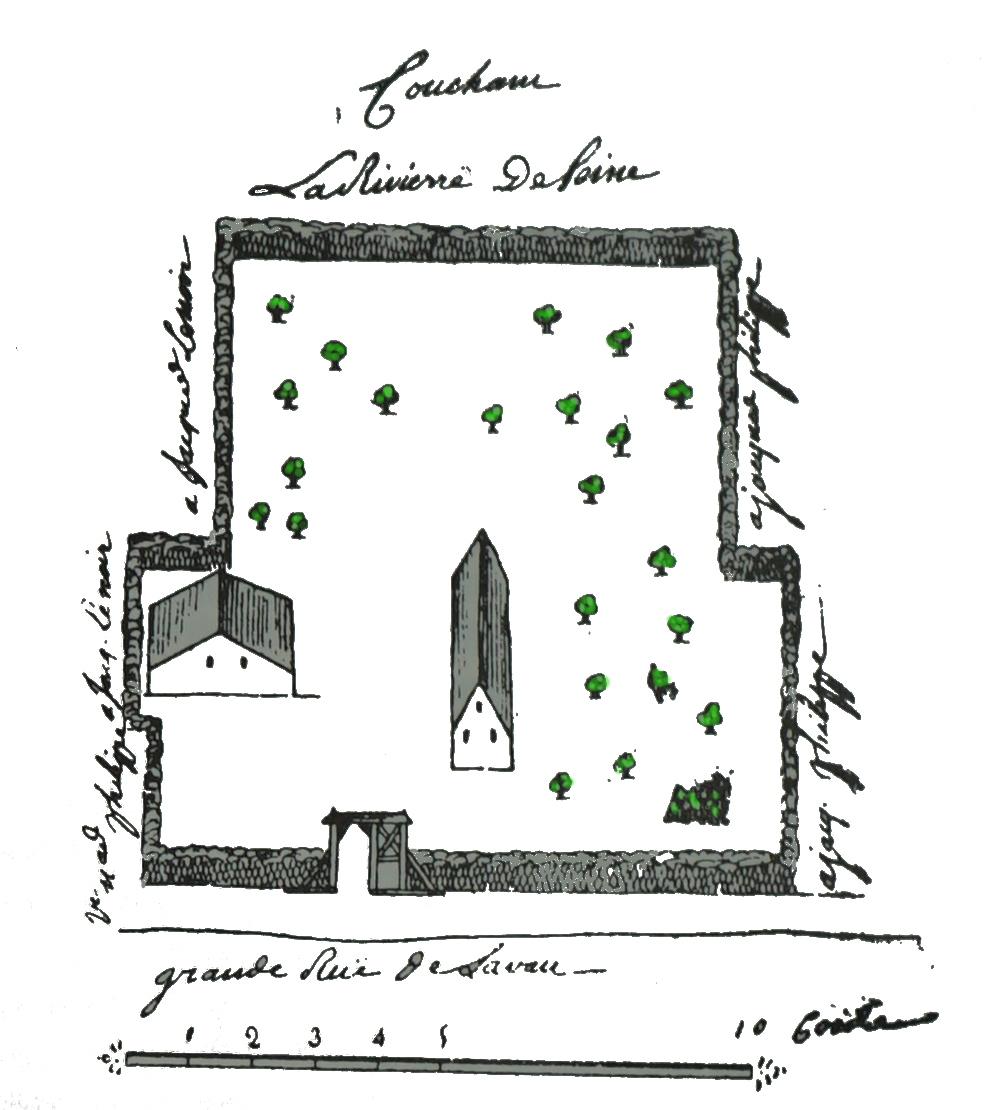
Ancienne maison seigneuriale.

La seigneurie était un Franc-alleu et avait une maison seigneuriale décrite en 1739 avait deux bâtiments enclos avec par deux : chambres basses et hautes, celliers.
En tant que hameau, le village dépendait de la paroisse de Pont-Sainte-Marie.
En 1789, Lavau formait avec La Valotte une commune qui était de l'intendance et de la généralité de Châlons, de l'élection et du bailliage de Troyes, de la Mairie royale de la Grande-Rivière.
Sur son territoire est implanté depuis décembre 2023 le centre pénitentiaire de Troyes-Lavau.

## Politique et administration

### Découpage territorial
La commune de Lavau est membre de l'intercommunalité Troyes Champagne Métropole, un établissement public de coopération intercommunale (EPCI) à fiscalité propre créé le 1er décembre 2016 dont le siège est à Troyes. Ce dernier est par ailleurs membre d'autres groupements intercommunaux.
Sur le plan administratif, elle est rattachée à l'arrondissement de Troyes, au département de l'Aube, en tant que circonscription administrative de l'État, et à la région Grand Est.
Sur le plan électoral, elle dépend du canton de Creney-près-Troyes pour l'élection des conseillers départementaux, depuis le redécoupage cantonal de 2014 entré en vigueur en 2015, et de la première circonscription de l'Aube  pour les élections législatives, depuis le redécoupage électoral de 1986.
Lavau faisait partie du canton de Sainte-Maure du 29 janvier au 29 novembre 1790, passait à celui de Creney jusqu'au 27 fructidor An IX.

### Liste des maires
| Période                                  | Période         | Identité            | Étiquette      | Qualité  |
| ---------------------------------------- | --------------- | ------------------- | -------------- | -------- |
| Les données manquantes sont à compléter. |                 |                     |                |          |
| 1832                                     | 12 février 1848 | Pierre Barrois      |                |          |
| 13 février 1848                          | 24 juillet 1852 | Claude Philippe     |                |          |
| 25 juillet 1852                          | 29 août 1860    | Aventin Collot      |                |          |
| 30 août 1860                             | 1870            | Joseph Langlois     |                |          |
| 1870                                     | 22 janvier 1881 | Denis Dauvet        |                |          |
| 23 janvier 1881                          | 14 mai 1892     | Modeste Malterre    |                |          |
| 15 mai 1892                              | 16 mai 1896     | Alfred Cossard      |                |          |
| 17 mai 1896                              | 14 mai 1904     | Alfred Gerard       |                |          |
| 15 mai 1904                              | 16 mai 1908     | Maximilien Lefievre |                |          |
| 17 mai 1908                              | 9 décembre 1919 | Modeste Malterre    |                |          |
| 10 décembre 1919                         | 25 janvier 1936 | Jules Dauvet        |                |          |
| 26 janvier 1936                          | 8 mai 1953      | Paul Cain           |                |          |
| 9 mai 1953                               | 10 mars 1983    | Henriette Clément   |                |          |
| 11 mars 1983                             | 11 mars 1989    | Jacques Echinard    |                |          |
| 12 mars 1989                             | 16 juin 1995    | Paul Robardet       |                |          |
| 17 juin 1995                             | 14 mars 2008    | Jacques Rousseau    | Sans étiquette | Retraité |
| 15 mars 2008                             | En cours        | Jacques Gachowski   | Sans étiquette | Retraité |

## Démographie
L'évolution du nombre d'habitants est connue à travers les recensements de la population effectués dans la commune depuis 1793. Pour les communes de moins de 10 000 habitants, une enquête de recensement portant sur toute la population est réalisée tous les cinq ans, les populations de référence des années intermédiaires étant quant à elles estimées par interpolation ou extrapolation. Pour la commune, le premier recensement exhaustif entrant dans le cadre du nouveau dispositif a été réalisé en 2007.

En 2022, la commune comptait 971 habitants, en évolution de +0,52 % par rapport à 2016 (Aube : +0,7 %, France hors Mayotte : +2,11 %).
| 1793 | 1800 | 1806 | 1821 | 1831 | 1836 | 1841 | 1846 | 1851 |
| ---- | ---- | ---- | ---- | ---- | ---- | ---- | ---- | ---- |
| 264  | 261  | 257  | 255  | 259  | 255  | 241  | 228  | 225  |

| 1856 | 1861 | 1866 | 1872 | 1876 | 1881 | 1886 | 1891 | 1896 |
| ---- | ---- | ---- | ---- | ---- | ---- | ---- | ---- | ---- |
| 224  | 237  | 199  | 201  | 182  | 209  | 202  | 179  | 179  |

| 1901 | 1906 | 1911 | 1921 | 1926 | 1931 | 1936 | 1946 | 1954 |
| ---- | ---- | ---- | ---- | ---- | ---- | ---- | ---- | ---- |
| 170  | 167  | 170  | 150  | 151  | 166  | 175  | 213  | 229  |

| 1962 | 1968 | 1975 | 1982 | 1990 | 1999 | 2006 | 2007 | 2012 |
| ---- | ---- | ---- | ---- | ---- | ---- | ---- | ---- | ---- |
| 248  | 313  | 445  | 574  | 485  | 472  | 734  | 771  | 945  |

| 2017 | 2022 | - | - | - | - | - | - | - |
| ---- | ---- | - | - | - | - | - | - | - |
| 943  | 971  | - | - | - | - | - | - | - |

## Culture locale et patrimoine

### Lieux et monuments

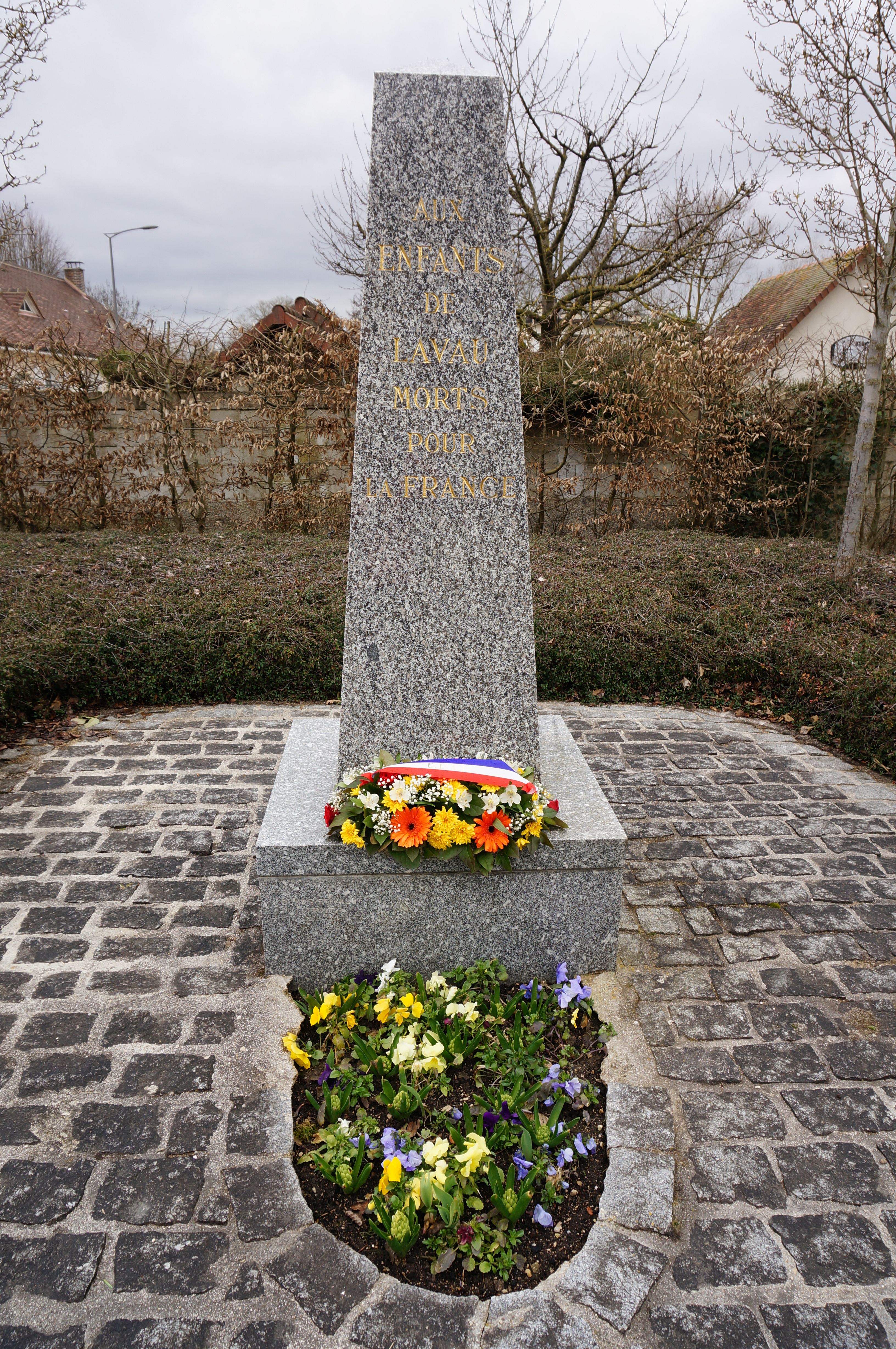
Monument aux morts.

- Monuments aux morts,
- Salle municipale.

#### Moulins
Il y avait deux moulins, l'un à blé, l'autre à papier, sur la rivière banale en 1382. Il existe la trace de deux moulins en 1716 sur la Seine.

#### Sites archéologiques protohistoriques et gallo-romains

##### Complexe funéraire du Moutot

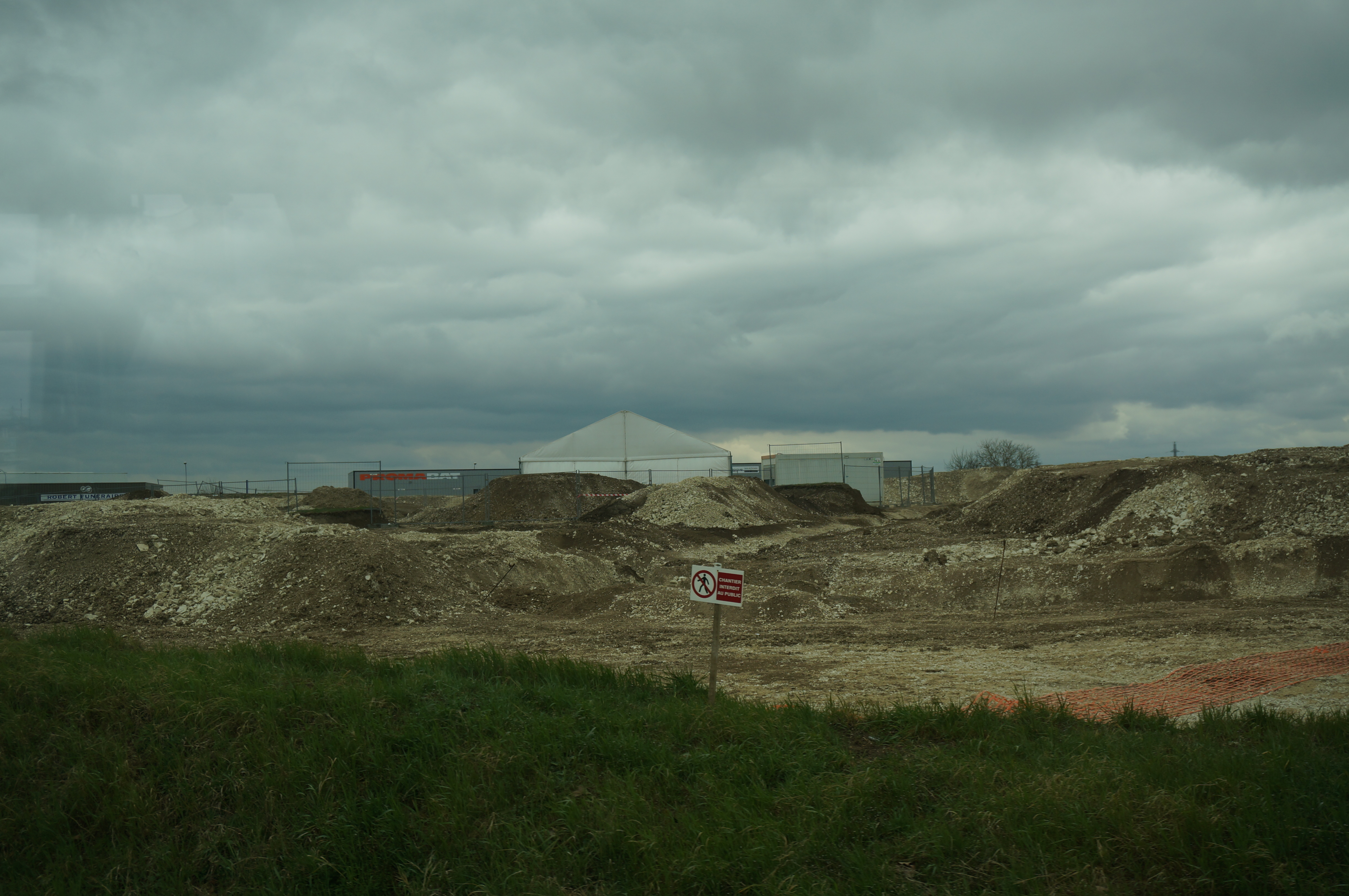
Fouilles du site archéologique du Moutot.

Une exceptionnelle tombe à char, datant de la fin du Hallstatt final (début du Ve siècle av. J.-C.), est révélée le 4 mars 2015 par l'Inrap lors de fouilles programmées sur le territoire de la commune,,. Située sur la ZAC du Moutot, la tombe est recouverte d'un tumulus d'une quarantaine de mètres de diamètre. Outre le squelette d'aristocrate inhumé avec son char, la vaste chambre mortuaire de cette sépulture renferme un remarquable mobilier funéraire. Cette fouille renouvelle notre connaissance du « phénomène princier » du premier âge du fer en Europe occidentale et confirme les échanges, déjà bien attestés par l'archéologie, notamment chez les Lingons, entre l'Europe centrale du Hallstatt et le Bassin méditerranéen antique,,,.
La pérennité de la vocation funéraire du site du Moutot est par ailleurs confirmée par l'identification de tertres circulaires délimités par des fossés et l'exhumation de cistes cinéraires datant respectivement de la Culture des tumulus et de la Civilisation des champs d'urnes, auxquels succèdent au premier âge du Fer les sépultures d'un guerrier inhumé avec son épée et d'une femme parée de bracelets en bronze. Vers -500 (Hallstatt final), des fossés unissent dans un même ensemble monumental ces anciens monuments funéraires et la « sépulture princière » récemment fouillée, l'espace ainsi défini étant encore en usage lors de la période gallo-romaine.

##### Autres sites archéologiques
Au printemps 2002, l'Inrap a mis au jour sur le site des Corvées une implantation domestique de la période charnière entre l’âge du bronze et celui du fer (approximativement de -950 à -780). Les vestiges découverts correspondent aux différents éléments typiques d’une ferme protohistorique dotée de greniers, silo, puits et carrières d’extraction.
Aux Petites Corvées, une fouille préventive a mis au jour en 1992 un complexe funéraire révélant une occupation depuis la fin de l'âge du bronze jusqu'à la période gallo-romaine : tessons d'amphores datant de la fin de la République romaine, tombes dont le mobilier archéologique date des IIIe et IVe siècles apr. J.-C.
Entre Les-Corvées et Le-Moutot se situe la Voie romaine des Chapelles

### Personnalités liées à la commune
- Tex, humoriste et animateur de télévision y vécut avant de rejoindre Paris.